# Бихно Аліна Олегівна
Аліна Олегівна Бихно (нар. 27 травня 1999, Кривий Ріг) — українська гімнастка. Майстер спорту міжнародного класу.

## Кар'єра
Почала займатися художньою гімнастикою у Кривому Розі, перший тренер — Лагода Світлана Федорівна. У старшій групі тренером була Скрипнік Алла Миколаївна. Потім переїхала до Білої Церкви у групу Гавренко Лариси Вікторівни та Краєвської Інни Степанівни.

### 2018
- Чемпіонат Європи. Гвадалахара. Команда
- Чемпіонат Європи. Гвадалахара. Вправа з 5 булавами [2]

### 2019
- ІІ Європейські ігри. Мінськ. Вправа з 3 обручами та 4 булавами [3]

## Державні нагороди
- Орден княгині Ольги III ст. (15 липня 2019) —За досягнення високих спортивних результатів ІІ Європейських іграх у м.Мінську (Республіка Білорусь), виявлені самовідданість та волю до перемоги, піднесення міжнародного авторитету України[4]